# Бонеска-Казе Нуове (Павија)
Бонеска-Казе Нуове је насеље у Италији у округу Павија, региону Ломбардија.
Према процени из 2011. у насељу је живело 19 становника. Насеље се налази на надморској висини од 67 м.